# Sistema Brasileiro de Televisão
Sistema Brasileiro de Televisão (ou SBT) est un réseau de télévision brésilien fondé le 19 août 1981 par l'entrepreneur brésilien Silvio Santos. Propriété du Groupe Silvio Santos, le réseau SBT est le deuxième plus important réseau de télévision au Brésil. Il s'appuie sur ses neuf stations de télévision situées dans les grandes agglomérations brésiliennes, ainsi que sur une centaine de stations indépendantes affiliées. Le réseau est fondé le jour même de la signature du contrat de concession, et l'acte est diffusé en direct sur la station, ce qui fait son premier programme. Avant d'acquérir les concessions des trois stations qui allaient former SBT, le groupe Silvio Santos possédait déjà depuis 1976 la concession de la chaîne 11 de Rio de Janeiro, connue sous le nom de TVS, ce qui constitue une étape fondamentale dans la naissance de SBT. Outre la SBT, le Grupo Silvio Santos est également composé d'autres entreprises très prospères telles que SBT Filmes (société cinématographique), SBT Music (label musical), +SBT (service de streaming gratuit), SBT Licensing (licence de marque), Liderança Capitalização (responsable de l'émission de l'obligation de capitalisation connue sous le nom de Tele Sena), Jequiti Cosméticos (société de cosmétiques), Hotel Jequitimar (hôtel), parmi d'autres.

## Histoire

### 1981–1989

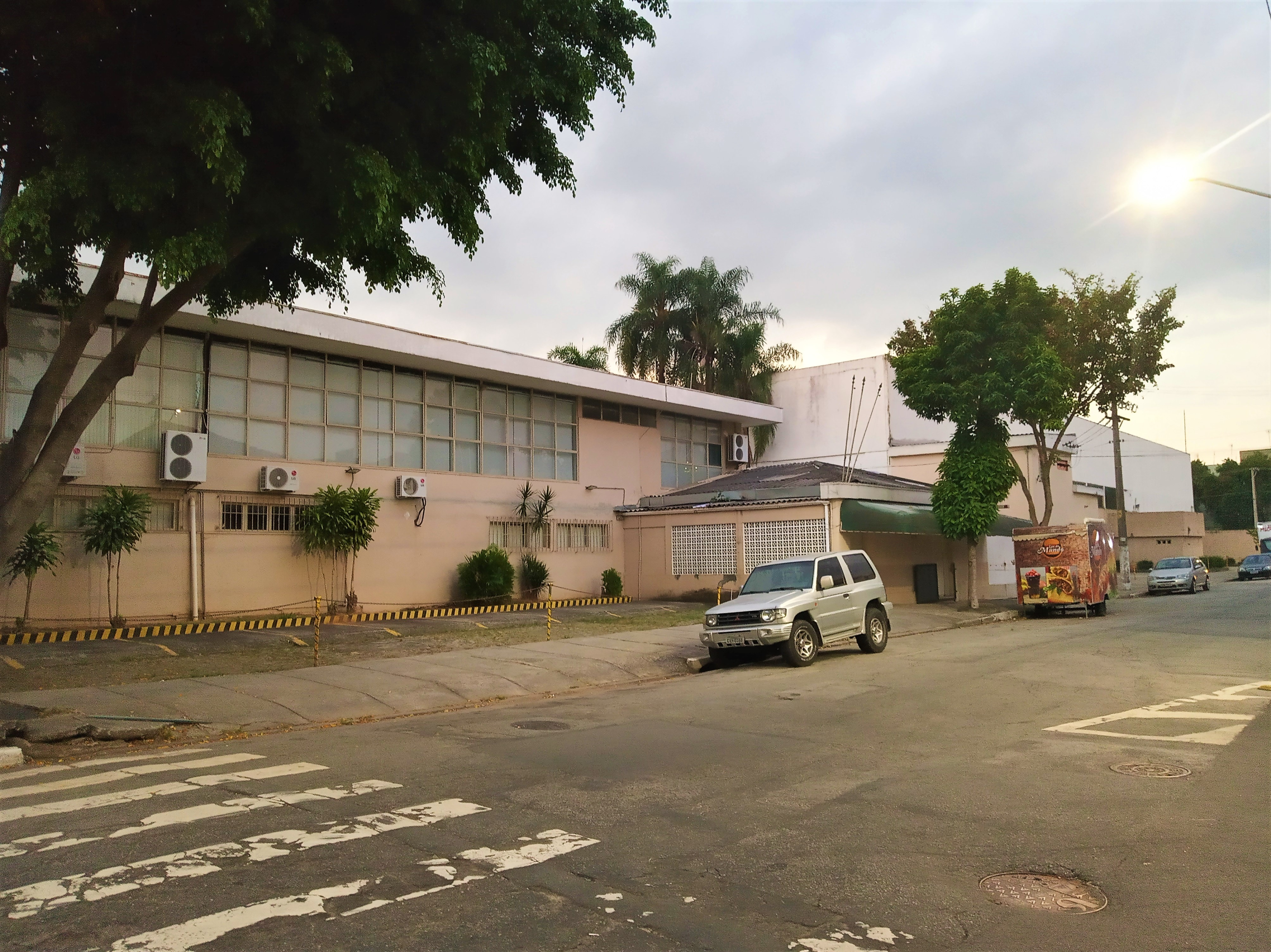
Ancien siège de la SBT dans le quartier de Vila Guilherme à São Paulo.

Au cours des premières années, la programmation de SBT comprend les mêmes émissions que TVS, avec des changements mineurs, remplissant les 12 heures de programmation obligatoire avec des films, des séries d'animation comme Pica-Pau et Popeye, tous diffusés dans Show do Bozo. L'émission est connue pour être l'un des premiers programmes interactifs de la télévision brésilienne. Le 16 novembre, Show sem Limite est diffusé pour la première fois, avec J. Silvestre. ; deux jours plus tard, le programme d'information Noticentro est diffusé pour la première fois, représentant les 5 % requis par la loi, et avec le savoir-faire de TVS, le Programa Silvio Santos, qui occupe 10 heures de la grille du dimanche. Toujours en 1981, Alegria 81, le premier programme comédie de la SBT, est lancé, ainsi qu'un autre programme, Reapertura, une satire de « l'ouverture politique » que connaissait la politique brésilienne. Le parti pris populaire de la station est né dès les premiers jours avec des programmes tels que Moacyr Franco Show, O Homem do Sapato Branco, O Povo na TV et Almoço com as Estrelas. SBT atteint rapidement une position de leader en termes de part d'audience, atteignant 24 % dès sa première année d'exploitation. Le réseau oriente sa programmation vers les classes sociales définies comme B2, C et D1, qui représentaient 61 % de la population à l'époque. En 1982, la SBT compte 22 stations affiliées et 2 500 employés. La stratégie est couronnée de succès et la SBT devient rapidement le vice-leader du marché, augmentant sa part d'audience à 30 % au cours de la deuxième année d'exploitation. Toutefois, la stratégie populaire du radiodiffuseur n'a fonctionné qu'au niveau de l'audience, alors que le chiffre d'affaires était faible, TV Globo est restée le leader, mais diminue sa part d'audience de 60 % à 45 %. Rede Bandeirantes se maintient entre 7 et 8 %. SBT ne détenait que 5 % des recettes publicitaires de la télévision brésilienne. En deux ans d'existence, son audience a augmenté de 25 % et elle a ajouté 21 stations à son réseau.
La guerre contre Globo commence en 1985, lorsque Silvio Santos déclare simplement aux téléspectateurs de son émission : « Juste après le feuilleton de Globo, vous pouvez regarder un film sensationnel : Pássaros Feridos. Vous n'avez pas besoin d'arrêter de regarder le feuilleton. Regardez le feuilleton et ensuite le film ». En réponse, Globo étire le Jornal Nacional et le feuilleton de 20 heures, Roque Santeiro, SBT diffuse des dessins animés en attendant la fin du feuilleton et arrête les séries d'animation à mi-parcours pour diffuser Pássaros Feridos, qui avait été scindé en cinq épisodes. Le résultat est satisfaisant à São Paulo, 47 % de l'audience pour SBT, contre 27 % pour Globo. SBT projette le film à d'autres occasions, comme sa dernière projection en 2006, qui est un fiasco.
La deuxième phase de SBT, entre 1983 et 1987, commence à présenter des programmes populaires, mais était déjà à la recherche d'une qualité qui l'aiderait à diffuser des spots publicitaires. En 1983, J. Silvestre se brouille avec la SBT et quitte la station. Le 13 avril 1983, on annonce que Sérgio Chapelin passerait à la SBT, où il serait responsable de Show sem Limite, qui s'opposerait à Programa J. Silvestre, qui avait été transféré à Bandeirantes. Lors des débuts de Chapelin, Show sem Limite bat Globo, qui diffusait Viva o Gordo et la série Casal 20. Globo commence à boycotter les publicités de Chapelin, de sorte qu'il est retourné au réseau au cours du premier semestre de l'année suivante, et Murilo Nery prend en charge Show sem Limite. Le 23 octobre 1987, Silvio Santos interrompt Noticentro en direct pour annoncer l'embauche de Jô Soares, qui, lorsqu'il est parti pour SBT, fait également l'objet d'un veto à Globo, et l'humoriste critique Boni au Troféu Imprensa pour cette raison. Entre 1988 et 1989, SBT tente également sans succès d'engager les stars mondiales de l'époque Xuxa, Renato Aragão et João Kléber. En 1989, Chico Anysio accepte même d'aller à SBT, mais peu après, le radiodiffuseur de Rio de Janeiro a couvert l'offre et Anysio reste à Globo,.

### 1990–1999

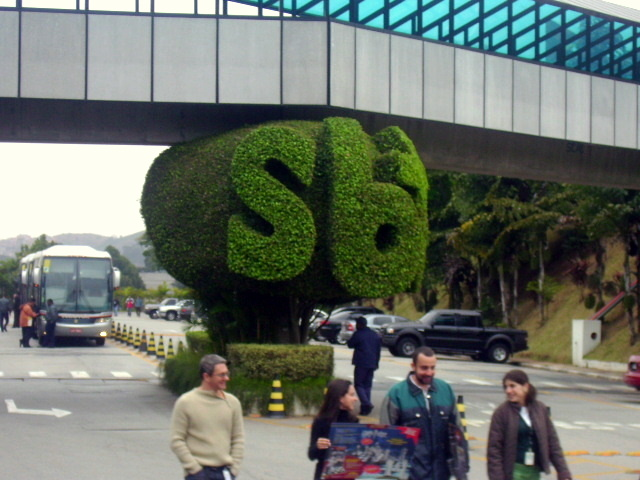
Anhanguera CDT, située à Osasco.

Au début des années 1990, SBT possède une part d'audience de 21 % et un chiffre d'affaires annuel de près de 140 millions de dollars américains, mais en 1991, la station est toujours déficitaire et fait partie des principales entreprises touchées par le plan Collor (plan Collor). En 1991, Silvio Santos reçoit une offre de vente de la station pour 150 millions de dollars américains. L'un des directeurs demande à Silvio Santos s'il voulait vendre la station et il répond : « Je ne veux pas vendre. Et je ne reçois personne qui veuille parler de vendre pour moins de 300 millions de dollars ». Pour inverser la crise, le radiodiffuseur commence à offrir aux annonceurs des options pour l'achat d'espaces publicitaires, embauche des professionnels du marketing et des ventes, investit dans la recherche et crée Liderança Capitalização, dont le principal produit est l'obligation de capitalisation connue sous le nom de Tele Sena. La programmation qualitative signifie que SBT subit une perte nette de 22 % de ses actions, mais voit ses budgets publicitaires augmenter de 15 %. La nouvelle grille célébrant le 10e anniversaire de la SBT comprend Serginho Groisman avec Programa Livre, Vovó Mafalda remplaçant Bozo avec l'émission Dó Ré Mi, Festolândia avec l'encore inconnue Eliana, Hebe Camargo avec Elas por Elas, Musidisc avec Virgínia Novick, le programme d'information populaire Aqui Agora, Jornal do SBT avec Lilian Witte Fibe, Grande Pai avec Flávio Galvão, Sônia Lima, Débora Duarte et sa fille Paloma Duarte, Cláudia Mello, Patrícia Lucchesi et le classique Topa Tudo Por Dinheiro avec Silvio Santos.
En juillet 1990, SBT reçoit les programmes Passa ou Repassa et Corrida Maluca lors du Grand Prix mondial de la télévision, organisé par le réseau japonais NTV pour commémorer le 40e anniversaire de la première émission de télévision. La télénovela mexicaine Carrossel est diffusée pour la première fois le 20 mai 1991 et connait un succès immédiat, enregistrant des moyennes de 16 points sur IBOPE dans la ville de São Paulo, 20 points sur l'IBOPE. Le 25 juin 1991, le feuilleton atteint 26 points sur l'IBOPE et remporte le poste de vice-leader. Avec une part de 25 %, Carrusel atteint 27 points d'audience, à quelques points seulement de O Dono do Mundo en juillet. Outre Carrusel, la série mexicaine Simplemente María, avec Victoria Ruffo, enregistre des moyennes de 20 points, la plus forte audience de SBT en dehors du programme du dimanche. L'agence de publicité W/Brasil, qui avait créé les nouveaux slogans de SBT, publie donc un texte dans les principaux journaux du pays, citant le feuilleton mondial De Corpo e Alma : « Diogo a aimé Betina qui a donné son cœur à Paloma qui va donner son cœur à Diogo. Et puis c'est à nous de regarder le drame mexicain ».

### 2000–2009
À partir d'avril 2000, SBT signe des partenariats avec Disney et Warner Bros., garantissant au radiodiffuseur plus d'un millier de films, dont Matrix, Sixième sens, La Cité des anges, Eyes Wide Shut, Rock, Opération Dumbo Drop, Ace Ventura 2, Mars Attacks!, Les Ailes de l'enfer, Les 101 Dalmatiens, Le Facteur et Armageddon. L'accord avec Warner comprend également plusieurs séries telles que Le Prince de Bel-Air, Mortal Kombat: Conquest, et Les Soprano. SBT présente Cine Espetacular en avril avec le film Batman et Robin et obtient une moyenne de 29 points dans cette tranche horaire, contre 16 pour Globo. En mai, avec la projection de Striptease, elle obtient une moyenne de 32 points avec un pic de 38 contre 12 pour Globo dans la mesure IBOPE. En 2001, elle atteint une moyenne de près de 47 points avec des pics de 55 lors de la finale de l'émission de téléréalité Casa dos Artistas, le taux d'audience le plus élevé de son histoire. Ce programme a  trois autres éditions, deux en 2002 et une en 2004. À partir de cette année-là, le radiodiffuseur renonce à produire l'émission en raison de plusieurs procès l'accusant d'avoir plagié le format Big Brother de la société de production néerlandaise Endemol.

### Depuis 2010
Après 25 ans de droits exclusifs sur les séries El Chavo del Ocho et El Chapulín Colorado, le 26 octobre 2011, la chaîne pour enfants par abonnement Cartoon Network Brésil achète les droits de diffusion des émissions.
En 2013, le diffuseur annonce que son chiffre d'affaires en 2012 avait dépassé la barre du milliard de reais, un chiffre jamais atteint auparavant, en grande partie grâce au succès du feuilleton pour enfants Carrossel, qui a rapporté des bénéfices de plusieurs millions de dollars au diffuseur. Glen Valente, directeur commercial de la chaîne, déclare qu'elle avait connu une croissance de 10,3 %, selon les données de la société Intermeios. À l'époque, SBT compte plus de 1,6 million de followers sur Twitter, et sur Facebook, c'est la chaîne de télévision en clair qui compte le plus grand nombre de likes sur sa page officielle, totalisant 8,5 millions de followers.
Pour le début de l'année 2017, le radiodiffuseur prévoyait quelques changements dans sa grille de programmes du samedi. Le présentateur Raul Gil, qui avait été licencié fin 2016, devait mettre fin à son émission au premier trimestre 2017, laissant place à une nouvelle émission de Celso Portiolli. De cette manière, Domingo Legal et Sabadão seraient fermés, Portiolli n'étant chargé que de présenter l'attraction qui laisserait place à Programa Raul Gil. Ces changements ne sont pas mis en œuvre et Raul Gil voit finalement son contrat avec SBT renouvelé,. La seule émission qui cesse d'être diffusée est Sabadão com Celso Portiolli, qui prend fin en février.

## Identité visuelle (logo)

Ancien logo de SBT (1995–1996).
Ancien logo de SBT (2004–août 2012).
Ancien logo de SBT (19 août 2012–16 août 2014).
Logo de SBT (depuis le 17 août 2014).

## Programmation

### Grand public et divertissement
Au cours de ses premiers mois d'existence, SBT utilise divers programmes de la défunte Rede Tupi. Silvio Santos s'est toujours consacré aux programmes grand public, c'est pourquoi une tradition de ce format est créée chez le radiodiffuseur. Le Programa Silvio Santos est le programme le plus ancien du radiodiffuseur et il est implanté au Brésil depuis 1962, année où le présentateur a commencé sa carrière à la télévision. Il est diffusé sur TV Paulista, TV Globo, Rede Tupi, TVS et Rede de Emissoras Independentes. Au cours de ces années, le programme compte près de 100 émissions présentées par Silvio Santos lui-même, ainsi que des attractions animées par Adriane Galisteu, Gugu Liberato, Celso Portiolli, Hebe Camargo, Ratinho, Otávio Mesquita, Eliana et d'autres. Le radiodiffuseur est responsable de l'introduction au Brésil de plusieurs émissions de téléréalité de différents formats, Casa dos Artistas est le premier phénomène de ce genre, lancé par surprise le 28 octobre 2001 avec Silvio Santos à la présentation, ce programme est responsable de la plus grande audience de l'histoire de la SBT, atteignant une moyenne de près de 47 points et culminant à 55 lors de la finale

### Information
L'information sur SBT est traitée à la fois par des journaux télévisés nationaux, diffusés sur l'ensemble des stations du réseau, ainsi que des bulletins de nouvelles régionaux propres aux stations. Parmi les journaux télévisés nationaux figurent notamment : Jornal do SBT Manhã, journal matinal présenté par Hermano Henning, Analice Nicolau et Rodolpho Gamberini, diffusé depuis 2005, SBT Brasil, journal du soir présenté par Joseval Peixoto et Rachel Sheherazade, diffusé depuis 2005, et Jornal do SBT, journal nocturne présenté par Carlos Nascimento et Karyn Bravo, diffusé depuis 1991.